# 鈴木ヤスヨシ
鈴木 ヤスヨシ（すずき - 、本名：鈴木 康純（読み同じ）、1981年5月9日（44歳） - ）は、日本の作曲家、編曲家、ピアニスト。埼玉県所沢市出身。早稲田大学系属早稲田実業学校高等部、早稲田大学第一文学部卒業。
主にドラマ、テレビ番組など映像音楽の楽曲を手がけ、コンサートの音楽監督や伴奏ピアニストとしても精力的に活動している。
クラシックピアニスト・鈴木弘尚は実兄。

## 主な作品

### 映画・ドラマ・アニメ
- 2025年　映画「おっさんのパンツがなんだっていいじゃないか！」（監督：二宮崇／脚本：藤井清美／主演：原田泰造、中島颯太／東海テレビ、ギャガ）
- 2025年　ドラマ「最高のオバハン中島ハルコ  スピンオフ〜大谷家の大騒動！in 愛知・幸田町〜」（演出：進藤丈広／出演：合田雅吏、大地真央、松本まりか／東海テレビ）
- 2025年　ドラマ「最高のオバハン中島ハルコ〜マダム・イン・ちょこっとだけバンコク〜」（演出：渋谷未来他／脚本：西荻弓絵／主演：大地真央、松本まりか／東海テレビ）
- 2024年　ドラマ「高杉さん家のおべんとう」（監督：二宮崇、佐藤リョウ／脚本：川邊優子／主演：小山慶一郎、平澤宏々路／中京テレビ）
- 2024年　映画「ただ、あなたを理解したい」（監督：碓井将大／主演：鈴木昂秀、新谷ゆづみ、野村康太／BOKURANO FILM）
- 2024年　ドラマ「おっさんのパンツがなんだっていいじゃないか！」（監督：二宮崇／脚本：藤井清美／主演：原田泰造、中島颯太／東海テレビ）
- 2023年　ドラマ「みなと商事コインランドリー2」（監督：金井純一、北川瞳、川崎僚／脚本：金井純一／主演：草川拓弥、西垣匠／テレビ東京）
- 2023年　ドラマ「グランマの憂鬱」（演出：岡野宏信／原作：高口里純／主演：萬田久子、足立梨花／東海テレビ）
- 2023年　ドラマ「全力で、愛していいかな？」（演出：金井純一／脚本：川﨑いづみ／主演：桜庭ななみ、竹財輝之助／テレビ東京）
- 2022年　ドラマ「最高のオバハン中島ハルコ2」（演出：渋谷未来、金子与志一／脚本：西荻弓絵／主演：大地真央、松本まりか／東海テレビ）
- 2022年　ドラマ「みなと商事コインランドリー」（監督：金井純一／脚本：湯浅弘章、枝優花／主演：草川拓弥、西垣匠／テレビ東京）
- 2022年　ドラマ「悪女 わる 〜働くのがカッコ悪いなんて誰が言った？〜」（演出：／南雲聖一／脚本：後藤法子／音楽：松本晃彦／主演：今田美桜、江口のりこ、鈴木伸之／日本テレビ）※劇伴に一部参加
- 2022年　ドラマ「ユーチューバーに娘はやらん！」（原作：秋元康／監督：西浦正記／脚本：舘そらみ／主演：佐々木希、金子ノブアキ、戸塚純貴／テレビ東京）
- 2021年　ドラマ「エロい彼氏が私を魅わす」（脚本：野島伸司／監督：加藤裕将、主演：松井愛莉、笠松将／結木滉星、萩原みのり、国生さゆり、菅野莉央／ FOD）
- 2021年　ドラマ「家、ついて行ってイイですか？」（監督：二宮崇、主演：竜星涼 ／志田未来、剛力彩芽、川島海荷、馬場ふみか、研ナオコ、鈴木杏、坪倉由幸 ／ テレビ東京）
- 2021年　ドラマ「警視庁ひきこもり係」（演出：樹下直美、主演：滝藤賢一 ／ 山本舞香、戸塚純貴、富田靖子、高田純次 ／ テレビ朝日）
- 2021年　ドラマ「ひとりで飲めるもん!」（監督：二宮崇、進藤丈広、下向英輝・主演：大政絢 ／ 桐山漣、大友花恋、谷村美月 ／ WOWOW）
- 2021年　ドラマ「理想のオトコ」（監督：宮脇亮、 北川瞳、吉野主 ・主演：蓮佛美沙子／安藤政信、藤井美菜、瀬戸利樹、味方良介／テレビ東京）
- 2020年　ドラマ「３０禁～それは３０歳未満お断りの恋」（演出：宮脇亮・主演：松井玲奈、鈴木仁／FOD、フジテレビ）
- 2020年　ドラマ「サイレント・ヴォイス 行動心理捜査官・楯岡絵麻 特別篇 悪魔の学問」（演出：山内大典・主演：栗山千明、馬場徹、宇梶剛士／BSテレ東）
- 2020年　ドラマ「サイレント・ヴォイス２ 行動心理捜査官・楯岡絵麻」（演出：山内大典・主演：栗山千明、白洲迅、馬場徹、宇梶剛士／BSテレ東）
- 2020年　ドラマ「大江戸スチームパンク」（監督：筧昌也、主演：萩原利久、六角精児 / テレビ大阪、TSUTAYA TV）※テーマ音楽除く劇伴担当
- 2019年　ドラマ「ブスの瞳に恋してる2019」（脚本：鈴木おさむ・演出：石井裕介、加治屋彰人・主演：EXILE NAOTO ／ FOD、フジテレビ）
- 2018年　ドラマ「サイレント・ヴォイス 行動心理捜査官・楯岡絵麻」（演出：山内大典・主演：栗山千明、白州迅、宇梶剛士／BSテレ東）
- 2018年　ドラマ「彼氏をローンで買いました」（脚本：野島伸司・演出：加藤裕将・主演：真野恵里菜、横浜流星／dTVxFOD、フジテレビ）
- 2018年　ドラマ「KISSしたい睫毛」（脚本：野島伸司・演出：加藤裕将・主演：久松郁実、野替愁平／フジテレビ）
- 2016年　短篇映画「Lion Dance」（監督：Tim Pattinson＆Zheng Kang／ロサンゼルス映画祭ベストアニメーション受賞、他多数受賞）
- 2016年　ドラマ「ベイビーステップ」（原作：勝木光（週刊少年マガジン刊）監督：岩田和行・主演：松岡広大、季葉／Amazonプライム）
- 2015年　映画「罪の余白」（監督：大塚祐吉・主演：内野聖陽、吉本美憂）
- 2015年　映画「RED COW」（監督：大塚祐吉・主演：松田優）
- 2014年　アニメ「精霊使いの剣舞」（監督：柳沢テツヤ／KADOKAWA）
- 2014年　映画「FLARE〜フレア〜」（監督：大塚祐吉・主演：福田麻由子）
- 2013年　映画「花鳥籠」（監督：ヨリコジュン・主演：森野美咲）
- 2010年　ドラマ『女刑事・音道貴子 凍える牙』（原作：乃南アサ・監督：藤田明二・主演：木村佳乃・橋爪功　(テレビ朝日)
- 2009年　ドラマ『ラブコネクター 』(主演：速水もこみち／BeeTV）
- 2009年　ドラマ『ぴったんこバスジャック事件』（TBS）
- 2008年　映画『かさぶた姫』　(主演：近野成美・エイベックス)
- 2007年　ドラマ『ジョシデカ!-女子刑事-ウェビソード』スピンオフドラマ (TBS)
- 2007年　ドラマ『和田アキ子殺人事件』(TBS)
- 2007年　ドラマ「みなと銀行コンセプトドラマ 〜想いを街へ〜」　(ドリマックス・テレビジョン)
- 2006年　ドラマ『Real Street』　(読売テレビ)
- 2004年　アニメ「あの山に登ろうよ」（CV：野沢雅子／東映アニメーション）

### テレビ番組
- 2020年　24時間テレビ43　小松美羽ライブペイント
- 2020年　首都圏ネットワーク　テーマ曲、各コーナー音楽（2020年3月30日〜2023年3月31日／NHK）
- 2020年　首都圏ニュース845　テーマ曲（2020年3月30日〜2023年3月31日／NHK）
- 2019年　逆転人生　テーマ曲『仄光〜HIKARI〜』（NHK）
- 2019年　おはよう日本（北海道）天気・スポーツコーナー　(NHK)
- 2018年　中居正広の金曜日のスマイルたちへSP　X Japan YOSHIKI、タッキー&翼／ピアノ五重奏編曲（TBS）
- 2018年　NHKプレミアム 「EXILE TAKAHIROと長崎の原爆」（NHK）
- 2017年　ニュースほっと関西　(〜2019年3月／NHK)
- 2017年　乃木坂工事中　クイズコーナー曲（テレビ愛知）
- 2016年　山崎育三郎 × 安住紳一郎 「レ・ミゼラブル『民衆の歌』」編曲　(TBS)
- 2016年　フラワーカーペット　(スカパー!)
- 2012年　情報7daysニュースキャスター（〜2014年／TBS)
- 2010年　欧州 美の浪漫紀行　（〜2012年／BSジャパン)
- 2009年　Brilliant Cut 瞬美秀輝　(TBS)
- 2009年　サカスさん　(TBS)
- 2007年　and〜安堵〜　(TBS)
- 2007年　夢路　(TBS)
- 2007年　Cat Chat 英語でFriends DX　(BS-i（現：BS-TBS）)
- 2004年　裸の少年　(テレビ朝日)

### CD
- 2020年　「祈り〜大和力〜」小松美羽ライブペイントSoundtrack／鈴木ヤスヨシ（アミューズ・Mule）

### アーティストCD・LIVE・コンサート
- 2019年　鈴木みのり みのりんご収穫祭2019／東京・大阪・名古屋公演（ピアノ）
- 2016年　鈴木このみ Birthday Live 2016〜Cheers!!!　幕張メッセ「銀閃の風 & 竜星鎮魂歌」男声コーラスver.（編曲）
- 2015年　鈴木このみ Animelo Summer Live2015／さいたまスーパーアリーナ（ピアノ）
- 2015年　石野真子×中沢けんじ クロスカヴァー・ソングショー（ピアノ）
- 2015年　石野真子『金木犀の香る頃』（編曲）
- 2014年　鈴木このみ『銀閃の風』（アニメ『魔弾の王と戦姫』主題歌／作曲・編曲）
- 2014年　鈴木このみ『銀閃の風 〜チェロとピアノのために〜』（編曲）
- 2014年　鈴木このみ『Born to be』（編曲）
- 2014年　麻尋えりか　富山リサイタル（音楽監督、ピアノ）
- 2013年　MILLEA インストアライブ、どっと混むライブ（ピアノ）
- 2011年　今泉りえ ソロライブ ぱれっとカフェvol.2　（編曲、ピアノ）
- 2011年　李香蘭レビューショー／ぱしふぃっくびいなす　（音楽監督、ピアノ）
- 2011年　未来優希コンサート MIRAI YUKI TEA PARTY　(編曲・ピアノ)
- 2011年　柳瀬大輔・井料瑠美 ミュージカルコンサート　(編曲・ピアノ)
- 2011年　今井清隆 伊勢崎凱旋コンサート　(編曲・ピアノ)
- 2010年　柳瀬大輔コンサート 夏鳥風月　(編曲・ピアノ)
- 2010年　近藤隆 『Venus kiss』、『I swear...』（Nintendo DS「SIGNAL」主題歌／作曲•編曲）
- 2006年　鈴村健一 『めぐりあえた奇跡』（PS2「そしてこの宇宙にきらめく君の詩」挿入歌／作曲・編曲）
- 2005年　石野真子『ガラスの観覧車』（編曲・ピアノ）

### PV
- 2013年　アニメ「魔法戦争」（メディアファクトリー）
- 2013年　アニメ「精霊使いの剣舞」（メディアファクトリー）
- 2013年　アニメ「魔弾の王と戦姫」（メディアファクトリー）
- 2013年　MFブックスPV（メディアファクトリー）

### CM
- 三井住友信託銀行
- マクドナルド グラコロ「どっちも本命。グラコロ篇」
- 大正製薬「リポビタンD 桟道篇」
- 大正製薬「パブロンエースAX」
- 箱根彫刻の森美術館
- ソニー損保
- 第一生命
- SMBCフレンド証券
- ニトリ
- スバル「SYMMETRICAL AWD篇」
- ニッポンレンタカー
- デアゴスティーニ「古寺・仏像篇」「ホンダ CB750FOUR篇」「日本の風景篇」「ディズニーパレード」
- シャディ
- ラウンドワン
- 久光製薬「ライフセラ」
- 株式会社長栄

### ゲーム
- 2009年　バックラッシュ2　(PS2、データム・ポリスター)
- 2007年　ルプ☆さらだDS　(ニンテンドーDS、データム・ポリスター)
- 2005年　ぴゅあぴゅあ　(PS2、データム・ポリスター)
- 2004年　Double Reaction　(PS2、データム・ポリスター)
- 2004年　North Windイメージソング　(PS2、データム・ポリスター)
- 2003年　Guardian Angel　(PS2、データム・ポリスター)
- 2002年　メモリアルソング　(PS2、データム・ポリスター)

### その他
- 2016年　つくばみらい音頭「夢つなぐ みらいへ」（編曲）
- 2016年　中学生合唱曲「遠くまで」（正進社／作曲・編曲）
- 2016年　ドラマCD「あの娘にキスと白百合を」（発売元：エッジレコーズ）
- 2012年　東京メトロ銀座線溜池山王駅 発車メロディ
- 2010年　デアゴスティーニ「古寺・仏像」DVD
- 2009年　東急大井町線 発車メロディ
- 2009年　内閣府「情報セキュリティの日」キャンペーンソング『want to be safe!』(作曲、編曲)